# Заттель (Швиц)
Заттель (нем. Sattel SZ) — коммуна в Швейцарии, в кантоне Швиц. 
Входит в состав округа Швиц. Население составляет 1938 человек (на 31 декабря 2018 года). Официальный код  —  1371.

## История
Битва при Моргартене произошла 15 ноября 1315 возле Саттел в Моргартен (теперь часть Oberägeri). Все началось, когда силы Швейцарской Конфедерации в составе 1500 пехотных лучников напали из засады на группу австрийских солдат Священной Римской Империи возле перевала Моргартен. Швейцарцы во главе с Вернером Штауффахером полностью разгромили австрийцев, находившихся под командованием герцога Леопольда I австрийского.
Союзники приготовили блокпост и засаду в месте между озером Эгери и перевалом Моргартен, где узкая тропинка вела между крутым склоном и болотом. Когда около 1500 человек атаковали сверху камнями, бревнами и алебардами, рыцари не имели возможности защититься и потерпели сокрушительное поражение, в то время как пешие солдаты в тылу бежали обратно в город Цуг. Летописец описывал союзников, незнакомых с обычаями рыцарских сражений, как зверски убивающих все, что движется, и всех, кто не может убежать. Это создало репутацию конфедератов как варваров, но в то же время жестоких и уважаемых бойцов.
В течение месяца после битвы, в декабре 1315 года, конфедераты возобновили клятву Союза, данную в 1291 году, положив начало фазе роста старой Швейцарской Конфедерации. Через сорок лет к конфедерации присоединились такие города, как Люцерн, Цуг, Цюрих и Берн.
Победа конфедератов в их виртуальной автономии и дал им передышку шестидесяти лет перед следующей атакой Габсбургов в результате в битве при Земпахе (1386).
Французское вторжение в Швейцарию в 1798 году быстро положило конец древнему режиму. Победы французов над крупными городами швейцарского плато привели к созданию 12 апреля 1798 года поддерживаемой французами Гельветской Республики. После провозглашения Республики кантоны Ури, Швиц и Нидвальден отвергли ее и собрали армию для борьбы с французами. При Алоизе фон Рединге они смогли собрать около 10 000 человек. Эта армия была развернута вдоль оборонительной линии от НАПФ до Рапперсвиля. Генерал Рединг осадил Люцерн, контролируемый французами, и прошел через перевал Брюниг в Бернер Оберланд, чтобы поддержать бернские армии. В то же время французский генерал Бальтазар Алексис Анри Антуан Шауэнбургский выступил из оккупированного Цюриха, чтобы атаковать Цуг, Люцерн и перевал Саттель. Хотя Рединг армия одержала победы на Rothenthurm и Моргартен, победы Шауэнбурга около Заттель позволило ему угрожают городе Швиц. 4 мая 1798 года городской совет Швица капитулировал.[3]